# It’s Alright with Me
It’s Alright with Me ist das dritte Album der US-amerikanischen Soul-Sängerin Patti LaBelle aus dem Jahre 1979.

## Hintergrund
Nachdem die ersten beiden Alben mehr oder minder floppten, arbeitete LaBelle diesmal mit den Produzenten Skip Scarborough am Album. Aber trotz großer Promotion-Arbeit wurde auch dieses Album ein Flop. Zwei Jahre und ein Album später verließ LaBelle Epic Records und wechselte zu Philadelphia International. Bekannte Titel auf diesem Album sind das Disco-Stück Music is My Way of Life und die Ballade Come What May. Obwohl auf dem Höhepunkt der Disco-Welle veröffentlicht, enthält das Album nicht allzu viele Dance-Rhythmen. Balladen und langsame Stücke dominieren.

## Rezeption
Insgesamt, so Alex Henderson von Allmusic sei auf It’s Alright with Me das „Material zufriedenstellend, aber nicht bemerkenswert“. Es sei keine schlechte, aber auch keine essenzielle Platte LaBelles. Zweieinhalb von fünf Sternen wurden vergeben.

## Titelliste
| Nr.          | Titel                     | Autor(en)                                              | Länge |
| ------------ | ------------------------- | ------------------------------------------------------ | ----- |
| 1.           | It's Alright With Me      | Skip Scarborough                                       | 4:21  |
| 2.           | My Best Was Good Enough   | Skip Scarborough                                       | 3:11  |
| 3.           | What'cha Doing To Me      | Skip Scarborough                                       | 3:51  |
| 4.           | Love Is Just A Touch Away | Patti LaBelle, James R. Budd Ellison, Skip Scarborough | 3:18  |
| 5.           | Love And Learn            | Skip Scarborough                                       | 5:41  |
| 6.           | Deliver The Funk          | Skip Scarborough                                       | 4:22  |
| 7.           | Come What May             | David Lasley, Allee Willis                             | 4:10  |
| 8.           | You And Me                | Allee Willis                                           | 3:55  |
| 9.           | Music Is My Way of Life   | Marti Sharron                                          | 8:20  |
| Gesamtlänge: | Gesamtlänge:              | Gesamtlänge:                                           | 41:09 |

## Mitwirkende
- Patti LaBelle (Gesang)